# 热尔米尼莱克桑
热尔米尼莱克桑（法語：Germigny-l'Exempt，法語發音：[ʒɛʁmiɲi lɛɡzɑ̃]）是法国谢尔省的一个市镇，位于该省东南部，属于圣阿芒蒙龙区。

## 地理
热尔米尼莱克桑（46°55'5"N, 2°53'54"E）面积28.26 平方千米，位于法国中央-卢瓦尔河谷大区谢尔省，该省份为法国中部省份，北起卢瓦雷省，西接卢瓦-谢尔省和安德尔省，南至克勒兹省，东南接阿列省，东临涅夫勒省。
与热尔米尼莱克桑接壤的市镇（或旧市镇、城区）包括：拉沙佩勒于贡、克鲁瓦西、格罗苏夫尔、欧布瓦河畔拉盖尔什、伊尼奥勒、乌鲁埃莱布尔代兰、沃罗。

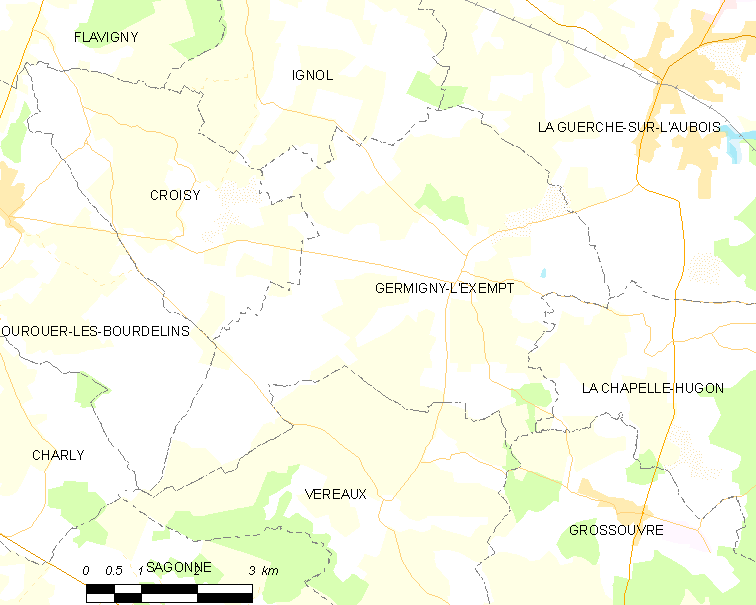
热尔米尼莱克桑的OSM定位图

热尔米尼莱克桑的时区为UTC+01:00、UTC+02:00（夏令时）。

## 行政
热尔米尼莱克桑的邮政编码为18150，INSEE市镇编码为18101。

## 政治
热尔米尼莱克桑所属的省级选区为欧布瓦河畔拉盖尔什县。

## 人口

1962-2008年间热尔米尼莱克桑人口变化图示

热尔米尼莱克桑于2022年1月1日时的人口数量为292人。